# .tf
.tf is het achtervoegsel van domeinnamen van de Franse Zuidelijke Gebieden. Samen met .fr en .re wordt .tf beheerd door AFNIC. Voor 23 oktober 2004 beheerde Adamsnames dit achtervoegsel vanuit Cambridge.
Er is ook een bijkomende gratis dienst met derdeniveau .tf-domeinnamen via de United Names Organisation. Zij hebben 14 tweedeniveau domeinnamen waaronder .eu.tf, .us.tf, .net.tf en .edu.tf. Zij worden beheerd door hetzelfde bedrijf als smartdots.com en ze worden weggegeven als URL-redirecties.
Het achtervoegsel is niet bijzonder populair maar wordt wel regelmatig gebruikt voor websites die te maken hebben met de game Team Fortress 2 vanwege de afkorting TF.